# Mihaela Pavlek
Mihaela Pavlek (* 29. August 1986 in Zagreb) ist eine kroatische Fußballspielerin.

## Karriere

### Verein
Pavlek startete ihre Karriere beim ŽNK Dinamo-Maksimir. Bevor sie 2005 Dinamo den Rücken kehrte und zum ŽNK Osijek ging. Sie spielte bis zum Winter 2010 bei Osijek und schloss sich anschließend dem ŽNK Plamen Križevci an. Nach nur einem halben Jahr, verkündete sie ihren Weggang aus Križevci und kehrte zu ihren Jugendverein  ŽNK Dinamo-Maksimir zurück.
Am 19. Juli 2014 verließ die Abwehrspielerin, Kroatien und wechselte in die ÖFB Frauenliga zum SG SK Sturm Graz/FC Stattegg.

### Nationalmannschaft
Pavlek lief seit ihren Debüt am 10. April 2004 gegen Irland, in 23 A-Länderspielen für Kroatien auf und erzielte dabei ein Tor.